# Капітанка (Первомайський район)
Капіта́нка — село в Україні, у Врадіївській селищній громаді Первомайського району Миколаївської області. Населення становить 76 осіб.

## Населення
Згідно з переписом УРСР 1989 року чисельність наявного населення села становила 96 осіб, з яких 44 чоловіки та 52 жінки.
За переписом населення України 2001 року в селі мешкали 72 особи.

### Мова
Розподіл населення за рідною мовою за даними перепису 2001 року:
| Мова       | Відсоток |
| ---------- | -------- |
| українська | 96,05 %  |
| молдовська | 2,63 %   |
| російська  | 1,32 %   |